# Twins SPIRIT Since 2001 Live
《Twins SPIRIT Since 2001 Live Around The World》是香港女子演唱團體Twins第六次世界巡迴開唱，亦是紀念Twins組合成團22週年演唱會，香港站于2024年1月21日至2月6日在紅磡香港體育館举办，演唱会三度加場。

## 簡介
是次乃Twins第六度紅館演唱會，最初計劃於成團20週年的2021年舉辦，但時值2019冠狀病毒病疫情肆虐，只能舉辦線上演唱會。在復常後終獲定檔於2024年初舉辦22週年紀念演唱會，更刷新了由Twins自己創造的女子組合踏上紅館開個唱的場次最高紀錄。
2023年10月31日，蔡卓妍和鍾欣潼同時在社交平台宣布將會舉辦演唱會，这是他们时隔8年后的再次合體。演唱会的宣传海报共有3款，主题色为红白两色，其中两款海报由阿Sa和阿娇的英文名拼接而成，象征两人合二为一。海报中还巧妙地运用了「N」和「22」的元素，代表他们已经入行22年。
香港站于2024年1月21日至2月6日在香港体育馆举办，演唱会三度加場，總計演出14場次，这也是其繼《Twins LOL Live》後時隔八年再度踏上紅館开唱。
2024年5月7日，Twins在廣州舉行新聞發布會，正式宣布在中國內地舉行 Twins SPIRIT 22巡迴演唱會，同時曝光巡迴演唱會周邊商品。內地巡迴於6月29日至10月19日期間在11座城市舉辦。
2024年11月起，Twins将於美國、加拿大、英國、新加坡、馬來西亞，澳洲及澳門等地繼續Twins SPIRIT世界巡迴演唱會。加上內地巡迴的13場及海外巡迴美國、加拿大、英國、新加坡等，單是2024已演出共36場次，打破Twins歷次巡迴演唱會的場次記錄。

## 場次
| 場次 | 日期           | 國家／地區 | 城市         | 場館                           | 备注                                           |
| ---- | -------------- | ---------- | ------------ | ------------------------------ | ---------------------------------------------- |
| 1    | 2024年1月21日  | 香港       | 香港         | 紅磡體育館                     | 阿嬌生日場                                     |
| 2    | 2024年1月22日  | 香港       | 香港         | 紅磡體育館                     |                                                |
| 3    | 2024年1月23日  | 香港       | 香港         | 紅磡體育館                     |                                                |
| 4    | 2024年1月25日  | 香港       | 香港         | 紅磡體育館                     |                                                |
| 5    | 2024年1月26日  | 香港       | 香港         | 紅磡體育館                     |                                                |
| 6    | 2024年1月27日  | 香港       | 香港         | 紅磡體育館                     |                                                |
| 7    | 2024年1月28日  | 香港       | 香港         | 紅磡體育館                     | 第一度加埸                                     |
| 8    | 2024年1月29日  | 香港       | 香港         | 紅磡體育館                     | 第一度加埸                                     |
| 9    | 2024年2月1日   | 香港       | 香港         | 紅磡體育館                     | 第二度加場                                     |
| 10   | 2024年2月2日   | 香港       | 香港         | 紅磡體育館                     | 第二度加場                                     |
| 11   | 2024年2月3日   | 香港       | 香港         | 紅磡體育館                     | 第二度加場 粉絲專場                            |
| 12   | 2024年2月4日   | 香港       | 香港         | 紅磡體育館                     | 第二度加場 嘉宾：关智斌                        |
| 13   | 2024年2月5日   | 香港       | 香港         | 紅磡體育館                     | 第三度終極加埸                                 |
| 14   | 2024年2月6日   | 香港       | 香港         | 紅磡體育館                     | 第三度終極加埸 嘉宾：容祖儿                    |
| 15   | 2024年6月29日  | 中国大陆   | 杭州         | 杭州奥体中心体育馆             |                                                |
| 16   | 2024年7月6日   | 中国大陆   | 重慶         | 華熙LIVE·魚洞文體中心          |                                                |
| 17   | 2024年7月13日  | 中国大陆   | 上海         | 浦發銀行東方體育中心           |                                                |
| 18   | 2024年7月20日  | 中国大陆   | 南京         | 南京青奧體育公園體育館         |                                                |
| 19   | 2024年7月27日  | 中国大陆   | 深圳         | 深圳大運中心體育館             |                                                |
| 20   | 2024年8月3日   | 中国大陆   | 武漢         | 武漢光谷國際網球中心           |                                                |
| 21   | 2024年8月10日  | 中国大陆   | 北京         | 華熙LIVE·五棵松                |                                                |
| 22   | 2024年8月17日  | 中国大陆   | 成都         | 成都鳳凰山體育公園體育館       |                                                |
| 23   | 2024年9月7日   | 中国大陆   | 佛山         | 佛山國際體育文化演藝中心       |                                                |
| 24   | 2024年9月28日  | 中国大陆   | 廣州         | 寶能廣州國際體育演藝中心       |                                                |
| 25   | 2024年9月29日  | 中国大陆   | 廣州         | 寶能廣州國際體育演藝中心       |                                                |
| 26   | 2024年10月12日 | 中国大陆   | 汕頭         | 汕頭體育中心體育館             | 特邀嘉賓: 關智斌                               |
| 27   | 2024年10月19日 | 中国大陆   | 佛山         | 佛山國際體育文化演藝中心       | 本年度內地終極場                               |
| 28   | 2024年11月20日 | 加拿大     | 溫哥華       | 道格米切爾雷鳥體育中心         |                                                |
| 29   | 2024年11月23日 | 加拿大     | 尼亞加拉瀑布 | 瀑佈景觀賭場                   |                                                |
| 30   | 2024年11月27日 | 美国       | 大西洋城     | 博加塔活動中心                 |                                                |
| 31   | 2024年11月29日 | 美国       | 拉斯維加斯   | 永利安可劇院                   |                                                |
| 32   | 2024年11月30日 | 美国       | 拉斯維加斯   | 永利安可劇院                   |                                                |
| 33   | 2024年12月7日  | 美国       | 雷諾         | 雷諾活動中心                   |                                                |
| 34   | 2024年12月20日 | 英国       | 倫敦         | 温布利体育馆                   |                                                |
| 35   | 2024年12月28日 | 新加坡     | 新加坡       | 金沙會議展覽中心，金沙大宴會廳 | 首次新加坡演唱會 Twins第100場大型演唱會 最終站 |
| 36   | 2024年12月29日 | 新加坡     | 新加坡       | 金沙會議展覽中心，金沙大宴會廳 | 首次新加坡演唱會 Twins第100場大型演唱會 最終站 |

### 取消場次
| 取消場次列表 | 取消場次列表   | 取消場次列表 | 取消場次列表 | 取消場次列表           | 取消場次列表 |
| 場次         | 日期           | 國家／地區   | 城市         | 場館                   | 備註         |
| ------------ | -------------- | ------------ | ------------ | ---------------------- | ------------ |
| 1            | 2024年8月24日  | 中国大陆     | 鄭州         | 鄭州奧體中心體育館     |              |
| 2            | 2024年10月5日  | 中国大陆     | 泉州         | 晉江第二體育中心體育館 |              |
| 3            | 2024年10月19日 | 中国大陆     | 東莞         | 東莞銀行籃球中心       |              |

## 演唱會原聲專輯

### TWINS SPIRIT SINCE 2001 LIVE IN HONG KONG (2DVD+2CD)

#### DVD
- DVD 1

1. Opening
2. Opening Medley : 高手看招 / 明愛暗戀補習社 / 二人世界盃 / 愛情當入樽 /ICHIBAN興奮 / 盲頭烏蠅 / 跅跅步哈姆太郎
3. Documentary 1
4. 本小姐
5. 花生騷
6. 愛情突擊
7. 千金
8. TALK
9. 眼紅紅
10. 幼稚園
11. 我們的紀念冊
12. Documentary 2
13. 神奇兩女俠
14. 和平日
15. 作詞人的錯
16. TALK
17. 插班生甲的後畢業生活
18. 雙失情人節
19. TALK
20. 亂世佳人
21. 飲歌
22. Documentary 3
23. 女人味
24. 星星月亮太陽
25. 紅睡星

- DVD 2

1. Documentary 4
2. 下一站天后
3. TALK
4. 虛齡時代
5. 成⻑
6. 拍住上
7. TALK
8. 相愛22年
9. Encore Video
10. 雙喜樓
11. TALK
12. Big Hits Medley : 丟架 / 多謝失戀 / 朋友仔 / 女校男生 / 朋友的愛 / 戀愛大過天
13. TALK
14. 你講你愛我
15. TALK
16. 死性不改
17. 風箏與風

#### CD
- CD 1

1. Opening Medley : 高手看招 / 明愛暗戀補習社 / 二人世界盃 / 愛情當入樽 /ICHIBAN興奮 / 盲頭烏蠅 / 跅跅步哈姆太郎
2. 本小姐
3. 花生騷
4. 愛情突擊
5. 千金
6. 眼紅紅
7. 幼稚園
8. 我們的紀念冊
9. 神奇兩女俠
10. 和平日
11. 作詞人的錯
12. 插班生甲的後畢業生活
13. 雙失情人節
14. 亂世佳人
15. 飲歌
16. 女人味
17. 星星月亮太陽
18. 紅睡星

- CD 2

1. 下一站天后
2. 虛齡時代
3. 成⻑
4. 拍住上
5. 相愛22年
6. 雙喜樓
7. Big Hits Medley : 丟架 / 多謝失戀 /朋友仔 / 女校男生 / 朋友的愛 / 戀愛大過天
8. 你講你愛我
9. 死性不改
10. 風箏與風

## 外部連結
- Twins SPIRIT演唱會官方網站 （页面存档备份，存于）